# Juliane House
Juliane House (1942) es una lingüista alemana y académica de Traductología.

## Biografía
House se graduó en Traducción de Inglés y Español y Derecho Internacional por la Universidad de Heidelberg, Alemania. Más tarde,  trabajó como traductora e investigadora. Obtuvo el Máster y el Doctorado en Lingüísticas y Lingüística Aplicada por la Universidad de Toronto, Canadá.
Es una miembro veterana del Centro de Investigación en Multilingüismo de la Fundación de Ciencia Alemana de la Universidad de Hamburgo, donde  ha coordinado varios proyectos de traducción e interpretación. Sus campos de investigación incluyen teoría y práctica de la traducción, pragmática contrastiva, análisis del discurso, inglés como lengua franca, comunicación intercultural, y comunicación empresarial global.
Juliane House es la directora del Programa de Lingüística y del Doctorado en Lingüística Aplicada: Discurso en la Traducción/Interpretación, Evaluación y  Enseñanza de Lengua Inglesa en la Hellenic American University.
Es presidenta  de IATIS.

## Publicaciones
Las obras publicadas de House incluyen:
- A Model for Translation Quality Assessment (1977/1997)
- Let's Talk and Talk About It: A Pedagogic Interactional Grammar of English (1981) con Willis Edmondson
- Interlingual and Intercultural Communication (1986) con Shoshana Blum-Kulka
- Cross-Cultural Pragmatics: Requests and apologies (1989) con Shoshana Blum-Kulka y Gabriele Kasper
- Einführung in die Sprachlehrforschung (1993/2011) con Willis Edmondson
- Misunderstanding in Social Life. Discourse Approaches to Problematic Talk. (2003) con Gabriele Kasper y Steven Ross
- Multilingual Communication (2004) con Jochen Rehbein.
- Translation (2009).
- Translatory Action and Intercultural Communication (2009) with Kristin Bührig and Jan ten Thije.
- English as a Lingua Franca (2009), número especial de la revista Intercultural Pragmatics, 6-2.
- Convergence and Divergence in Language Contact Situations. (2010) con Kurt Braunmüller.
- Globalization, Discourse, Media. In a Critical Perspective. (2010) con Anna Duszak y Lukasz Kumiega.